# 山本桃々子
山本 桃々子（やまもと ももこ、1992年2月23日 - ）は、日本の舞台女優、声優、MC。東京都新宿区出身。
アミューズメントメディア総合学院声優タレント学科卒業。父は音楽ライターの山本一太。

## 出演

### 舞台
- 『リボンの騎士  ~鷲尾高校演劇部奮闘記~』（劇団扉座監修）新宿村LIVE
- 『Fire pRay ―秋津悠理のためのプレリュード―』（脚本・演出：松澤くれは）ギャラリー悠玄
- 『束縛彼女の緊縛彼氏』下北沢OFF・OFFシアター
- 『永遠の一秒』南大塚ホール
- 『わが青春の高校生クイズ』（脚本・演出：IKKAN）上野ストアハウス
- 『ママチャリ☆ロック -The final-』武蔵野芸能劇場（2016年12月23日-25日）
- 『エターナル会議フォーエバー』新中野ワニズホール（2017年3月10日-12日）
- 『白と黒とその泡と』シアターシャイン（2017年5月2日-9日）

### その他

#### 吹き替え
- KAN-WOO/関羽 三国志英傑伝
- グレイス&フランキー

#### ラジオ
- 小森まなみのPop'n!パジャマEYEアミューズメントモード

#### 映画
- 神☆ヴォイス 〜THE VOICE MAKES A MIRACLE〜
- 黒崎くんの言いなりになんてならない